# RS الحواء

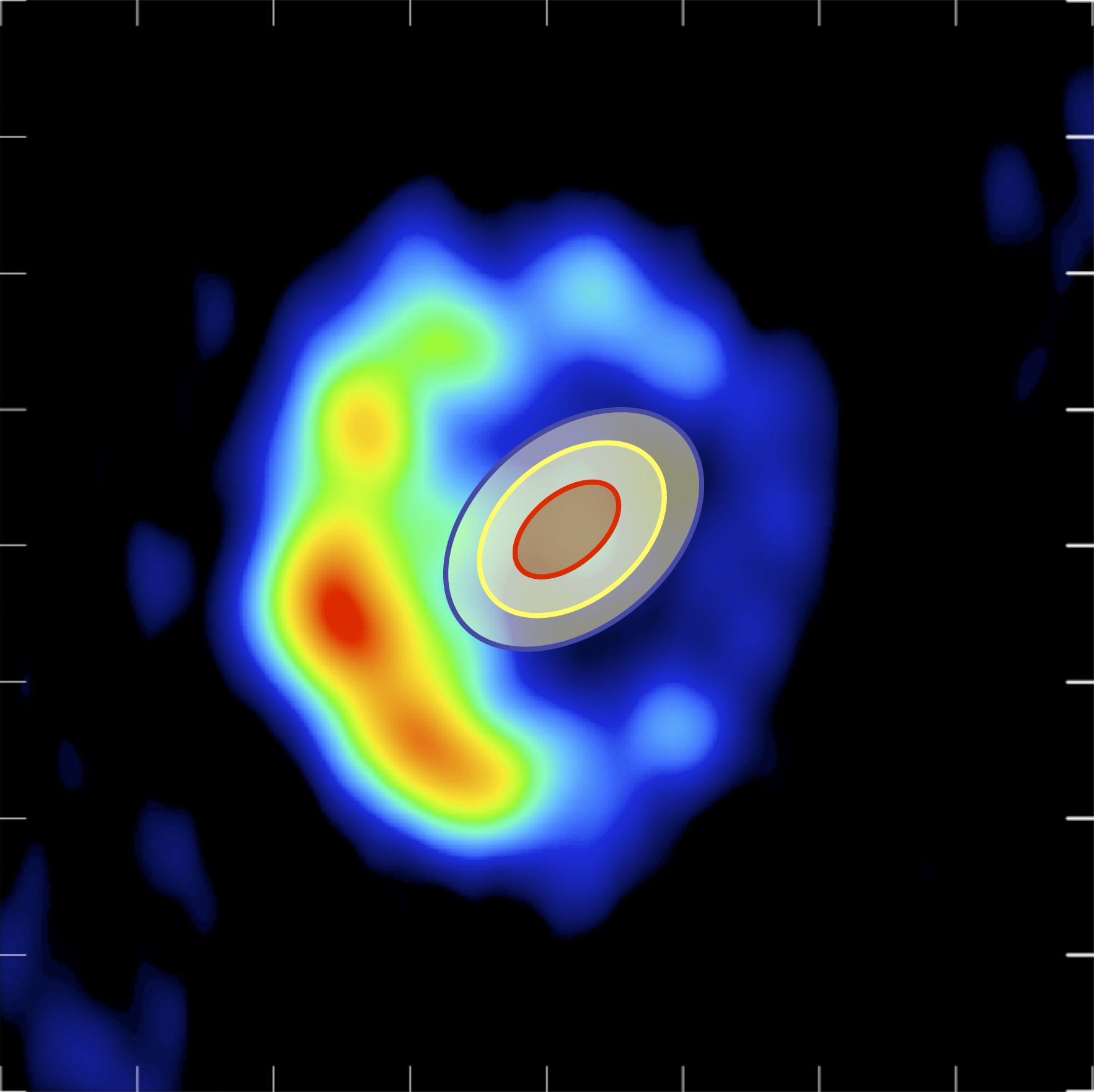
ملف تعريف الرصد الراديوي لمستعر RS الحواء، جنبًا إلى جنب مع كرة النار كما يراه مرصد VLTI بعد 5.5 يومًا من الانفجار (علامات الحذف الملونة).

RS الحَوّاء (بالإنجليزية: RS Ophiuchi)‏ هو نظام مستعر متكرر يبعد قرابة 5000 سنة ضوئية في كوكبة الحواء. في مرحلته الهادئة، يبلغ قدره الظاهر نحو 12.5. وقد لوحظ اندلاعه في أعوام 1898 و1933 و1958 و1967 و1985 و2006 و2021 وبلغ متوسط قوته 5 درجات. استُدلّ على انفجارين آخرين، في عامي 1907 و1945، من البيانات الأرشيفية. هذا المستعر المتكرر نَتَجَه نظام ثنائي مُكوَّن من قزم أبيض وعملاق أحمر. كل 15 عامًا تقريبًا، تتراكم مادة كافية من العملاق الأحمر على سطح القزم الأبيض لإنتاج انفجار نووي حراري. يدور القزم الأبيض بالقرب من العملاق الأحمر مع قرص تنامٍ يركز الغلاف الجوي المتدفق للعملاق الأحمر على القزم الأبيض.

## الخصائص

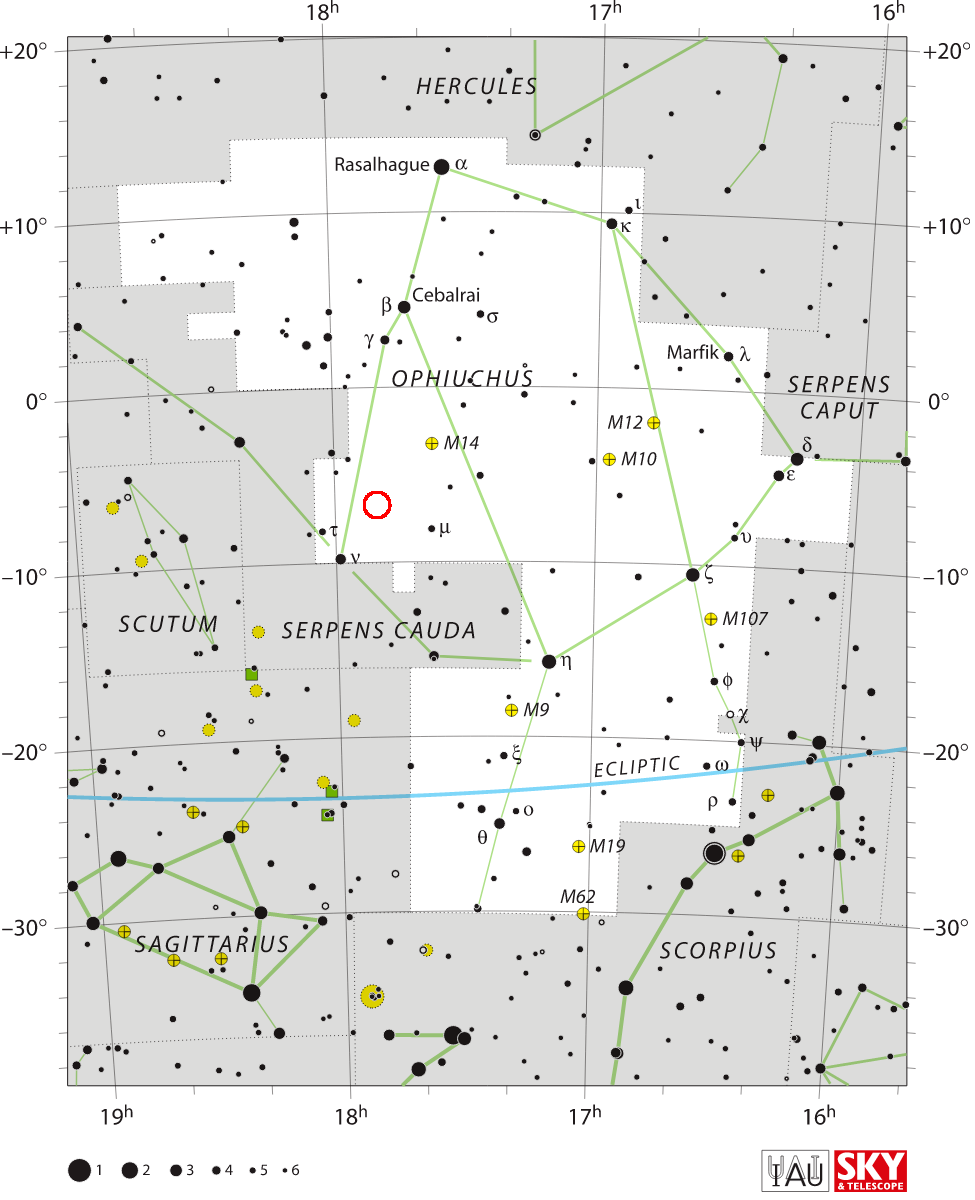
موقع RS الحواء (محاط بدائرة باللون الأحمر)

RS الحواء هو نظام يتكون من قزم أبيض مع رفيق عملاق أحمر. النجوم في نظام ثنائي مع فترة مدارية تبلغ حوالي 454 يومًا.

## تاريخ النشاطات
يوضح الرسم البياني أدناه وقت حدوث كل نوفا مسجلة منذ أول ظهور مؤكد في عام 1898.
| تاريخ </br> ثوران | منذ سنوات </br> آخر نشاط |
| ----------------- | ------------------------ |
| 1898              | -                        |
| 1907              | 9                        |
| 1933              | 26                       |
| 1945              | 12                       |
| 1958              | 13                       |
| 1967              | 9                        |
| 1985              | 18                       |
| 2006              | 21                       |
| 2021              | 15                       |
| الحاضر (2022)     | 1                        |

### 1898

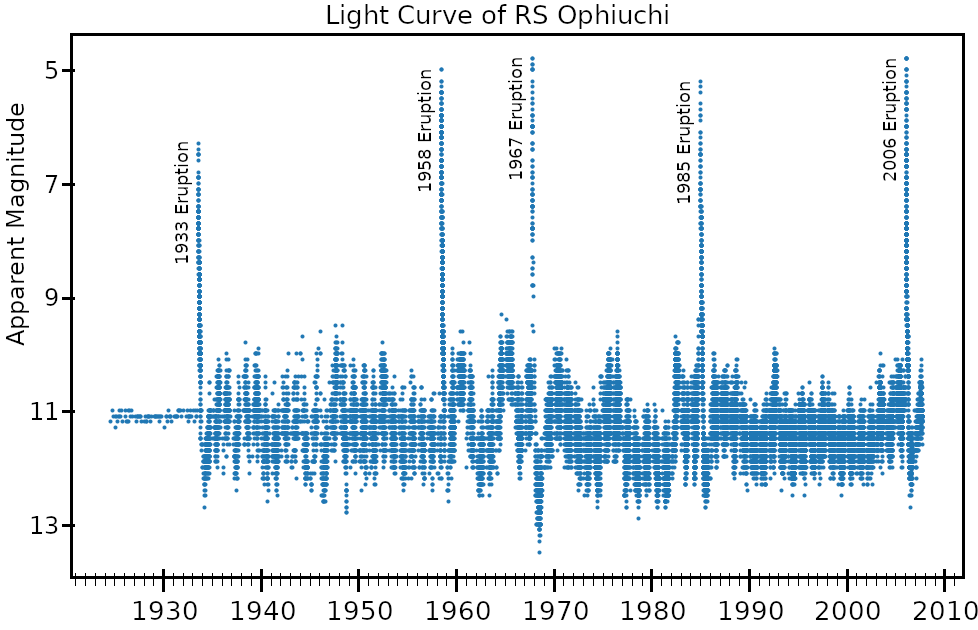
منحنى ضوء RS الحواء، يظهر خمسة ثورات نشطة. الرسم البياني يمثل النطاق المرئي لـ AAVSO.

في الواقع، لم يتم اكتشاف نشاط المستعر عام 1898 إلا بعد عدة سنوات من حدوثه. اكتشفت ويليامينا فليمنج طيفًا شبيهًا بالمستعرات في صور هنري دريبر التذكارية وأعلنت أنه مستعر محتمل في عام 1904. وأكد هذا التشخيص إدوارد تشارلز بيكرينغ في عام 1905، وبعد ذلك قررت آني جامب كانون أن نشاط مستعر RS الحواء قد وصل إلى الحد الأقصى في عام 1898.

### 1907
على الرغم من أن ثوران عام 1907 لم يُلاحظ أثناء الثوران، إلا أن قياسات الانخفاض في السطوع من الملاحظات الأرشيفية تشير إلى أن RS Oph خضع لثوران في أوائل عام 1907 خلال فترة حجبتها الشمس.

### 1933
اكتُشف انفجار عام 1933 لأول مرة بواسطة إيبي لوريتا، من بولونيا بإيطاليا. كان لوريتا يراقب Y الحواء عندما لاحظ صدفة جسمًا ساطعًا على بعد نحو 50 دقيقة قوسية جنوب غرب Y الحواء. نتج عن اكتشاف هذا النجم المضيء حدوث الانفجار الثاني المسجل للمستعر RS Oph. تم اكتشاف مستقل لهذا النشاط بعد عدة أيام بواسطة Leslie Peltier (P) أثناء قيامه بفحصه الروتيني للمتغير.

### 1945
استُنتج أيضًا ثوران عام 1945 من البيانات الأرشيفية بعد الانفجار نتيجة التعتيم من الشمس أثناء ذروة السطوع. هذا الثوران أكثر تأكيدًا من ذلك الذي حدث في عام 1907، حيث لوحظ أيضًا ذيل الثوران.

### 1958
اكتُشف انفجار عام 1958 بواسطة "سيروس فرنالد"، الواقع في لونجوود، فلوريدا. يعرض تقرير فرنالد الشهري لشهر يوليو 1958، والذي يحتوي على 345 ملاحظة، مشاهدة يعلق فيها كالآتي:"ليس جيدًا خلال شهر ماضي إجراء
```
19 مشاهدات لـ RS Oph في المجموع).

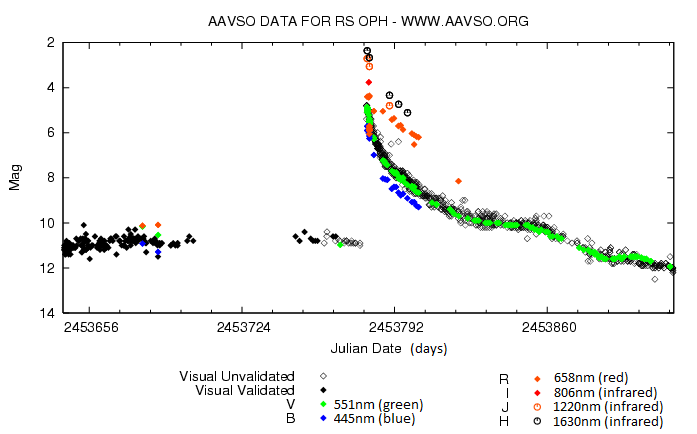
منحنى ضوء AAVSO لانفجار RS Oph لعام 2006. تعكس الألوان المختلفة ممرات مختلفة.

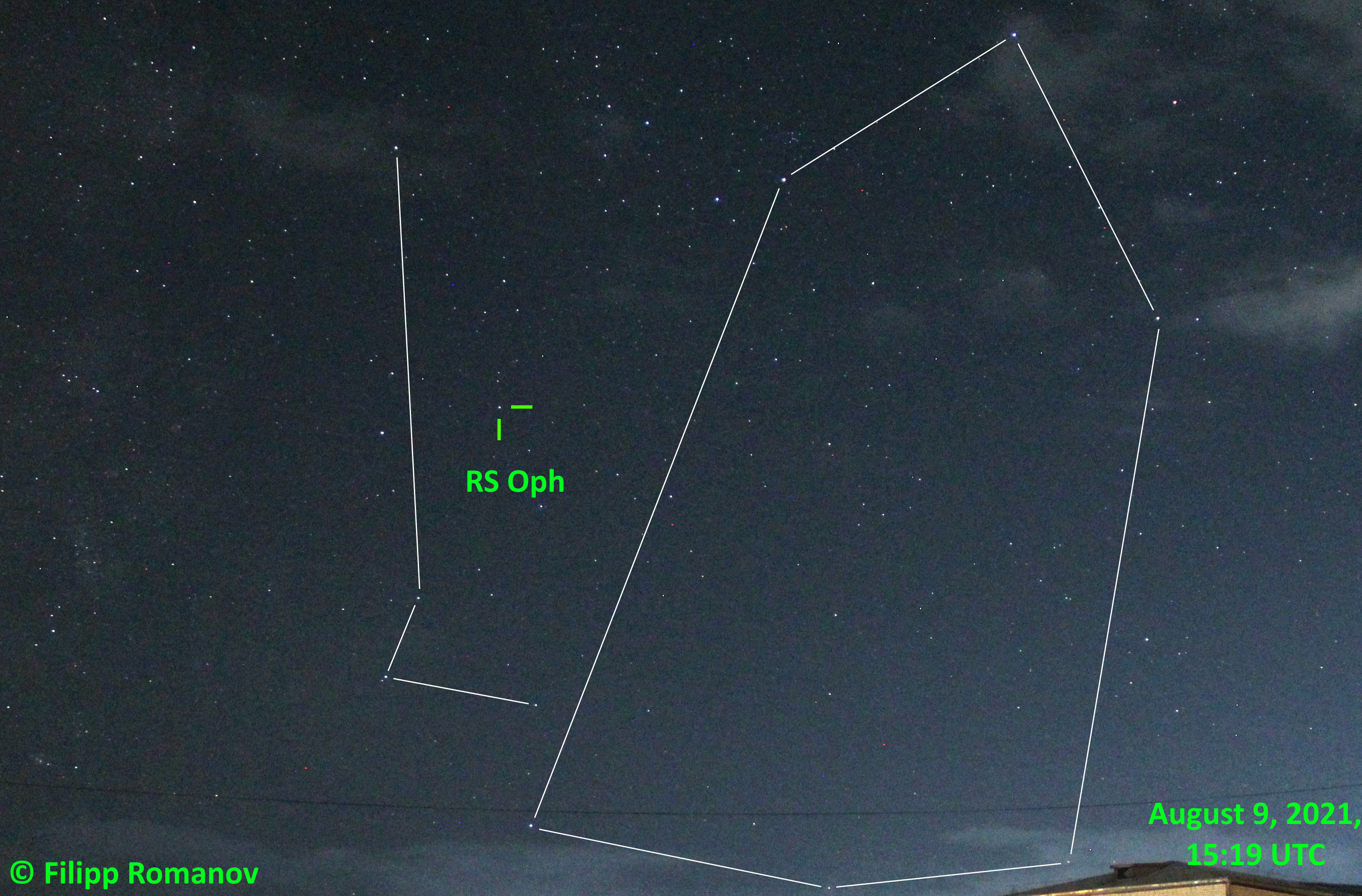
صورة لـ RS Oph في عام 2021 من ثورة ناخودكا.

 
كان من المثير مشاهدة التغيير في اللون مع تلاشي النجم.
 
كانت صفراء ضاربة إلى الحمرة في الليلة الأولى، ثم حمراء مصفرة، وهكذا.
 
كانت المشاهدة الأخيرة هي النجم الأكثر احمرارًا الذي رأيته في حياتي ".
 يشير اللون القرمزي الذي يتحدث عنه فرنالد إلى انبعاث خط طيفي H-alpha الشديد الذي تم عرضه في الأيام العديدة التالية للانفجار.
```

### 1967
تم اكتشاف اندلاع 1967 مرة أخرى بواسطة Cyrus Fernald (FE)، ومع ذلك، لم يُمنح فرنالد الفضل في المشاهدة المبكرة. في نفس المساء، لاحظ الدكتور ماكس باير (BY)، الواقع في هامبورغ، ألمانيا، المتغير عند الدرجة السادسة (قدر ظاهري 6). نظرًا لاختلاف المناطق الزمنية الذي يبلغ 6 ساعات، تم اعتماد التقرير الأول للدكتور باير.

### 1985
في يناير 1985، اكتشف وارن موريسون من بيتربورو، كندا، RS Oph ليكون في حالة نشاط مرة أخرى، حيث وصل إلى أقصى سطوع قدره 5.4.

### 2006
في 12 فبراير 2006، حدث انفجار جديد وصل إلى قدر ظاهري 4.5 . تم اغتنام الفرصة لرصدها بأطوال موجية مختلفة. لوحظ بشكل خاص في مرصد VLTI بواسطة أوليفييه تشيسنو، الذي اكتشف كرة نارية ممدودة في وقت مبكر بعد 5.5 أيام من الانفجار (انظر الشكل أدناه).

### 2021
في 8 أغسطس 2021، اكتشف عالم الفلك البرازيلي الهاوي ألكسندر أموريم، من فلوريانوبوليس بالبرازيل، انفجارًا جديدًا لـمستعر RS Oph في الساعة 21:55 بالتوقيت العالمي وأرسل إخطارًا إلى AAVSO. وتم تأكيد النبأ من خلال مراقبة مستقلة لكيث جيري من أيرلندا في الساعة 22:20 بالتوقيت العالمي. أيد تلسكوب فيرمي الفضائي لأشعة غاما الملاحظات البصرية التي قام بها أموريم وجيري لثوران جديد مرتبط بـ RS Oph ، مع قدر ظاهري يقدر بـ 5.0. وصلت إلى ذروة حجم بصري حوالي 4.6 في اليوم التالي.

## اقرأ أيضا
- بقايا مستعر الشراع الأعظم

### معلومات المراجع الكاملة
- Schaefer, B. E. (2010). "Comprehensive Photometric Histories of All Known Galactic Recurrent Novae". Astrophysical Journal (بالإنجليزية). 187 (2): 275–373. arXiv:0912.4426. Bibcode:2010ApJS..187..275S. DOI:10.1088/0067-0049/187/2/275.

## روابط خارجية
- "V* RS Oph". SIMBAD (بالإنجليزية). Centre de Données astronomiques de Strasbourg.
- Entry at Astronomy Picture of the Day
- Entry in the Variable Star Index
- AAVSO